# Asesinato en directo
Asesinato en directo (Un caso de televisión) es una novela policial de la escritora israelí Batya Gur (Tel Aviv, 20 de enero de 1947 - Jerusalén, 19 de mayo de 2005), publicada en español en 2007 (Madrid, Siruela, 2007, 408 páginas. Traducción del hebreo: Ana María Bejarano, Aharon Klaus y Elisa Martín Ortega).
- Datos: Q5708152